# 高母羡
高母羨（西班牙語：Juan Cobo，閩南語：ko-bó soān；1547年？—1592年）是西班牙道明會传教士，汉学家。

## 生平
出生于西班牙阿尔卡萨尔德圣胡安。16世纪在西属东印度群岛马尼拉附近的华侨区传教。1592年经台湾海峡赴日本，途中遇台风，漂至台湾，与随行教士均被台湾原住民所杀。
著有汉文《天主教教义》、《无极天主教真传实录》、《中国指南》、《中文字典》、《中国语言的艺术》、《漢語基督教教義書》(約1592年以閩南語漢字寫)等书籍。主要翻译作品为《明心宝鉴》，被认为是译成欧洲文字的第一本中国书。

## 关联人物
- 胡安·冈萨雷斯·德·门多萨